# Lea Bošković
Lea Bošković (nació el 22 de septiembre de 1999) es una tenista profesional croata.
Bošković tiene un ranking de individuales WTA más alto de su carrera, n.º 168, logrado el 5 de agosto de 2024. También fue n.º 215 en dobles, logrado el 27 de febrero de 2023.
En julio de 2024, llegó a su primer cuartos de final de un torneo WTA en el Torneo de Iasi 2024 luego de entrar al cuadro principal como perdedora afortunada, venciendo en primera ronda a Maria Timofeeva. En segunda a Varvara Lepchenko y finalmente perdería con la campeona del evento Mirra Andreeva en 2 set.